# Tutow
Tutow é um município da Alemanha, situado no distrito de Vorpommern-Greifswald, no estado de Mecklemburgo-Pomerânia Ocidental. Tem 6,05 km² de área, e sua população em 2019 foi estimada em 1.072 habitantes.